# Brutale Haie
Die Gruppe Brutale Haie war eine in der Deutschen Demokratischen Republik gegründete Rechtsrock-Band.

## Biografie
Nachdem seit Anfang bis Mitte der Achtzigerjahre auch in der DDR rechtsextreme Skinheadgruppierungen nach westdeutschem und britischem Vorbild bestanden, dauerte es aufgrund der repressiven Maßnahmen länger als im damaligen Westeuropa, bis diese ihre Gesinnung auch in der Musik ausdrückten. Die einzige ostdeutsche Band war die 1988 gegründete Band Brutale Haie aus Erfurt.
Eine erste Demoaufnahme als Kassette unter dem Titel Kapelle Oi wurde jedoch erst 1991 eingespielt. Sie enthielt bereits das bekannteste Lied der Band: „Das Doitschlandlied“, dessen Text durch szene- und genretypische Ausländerfeindlichkeit geprägt ist. Die Kassette enthielt als letzte Zeile des Liedes noch den Zusatz „Ausländer raus!“, bei der Version, die auf dem Debütalbum Doitschtum erschien, wurde diese Zeile weggelassen. Trotzdem wurden beide Veröffentlichungen 1993 indiziert, das Album wurde 1994 bundesweit eingezogen. Die nachfolgenden Veröffentlichungen zeigten sich in den Liedtexten gemäßigter. Die Band löste sich Mitte der 1990er Jahre auf.
Brutale Haie war personell identisch mit der ebenfalls Mitte der 1990er Jahre gegründeten Oi!/Skinhead-Band Trabireiter. Diese distanziert sich heutzutage von Neonazis und politischen Extremen.

## Diskografie
- 1992: Kapelle Oi (Demo) – indiziert am 27. Februar 1993[4]
- 1993: Demo II (Demo)
- 1993: Doitschtum – indiziert am 30. November 1993, eingezogen am 6. Juli 1994 (wiederveröffentlicht 1995 als An der Zeit ohne den Titel Das Doitschlandlied)[1]
- 1994: Ein letzter Gruß
- 1997: Für immer frei